# Corpus-Christi-Kirche (Döbern)

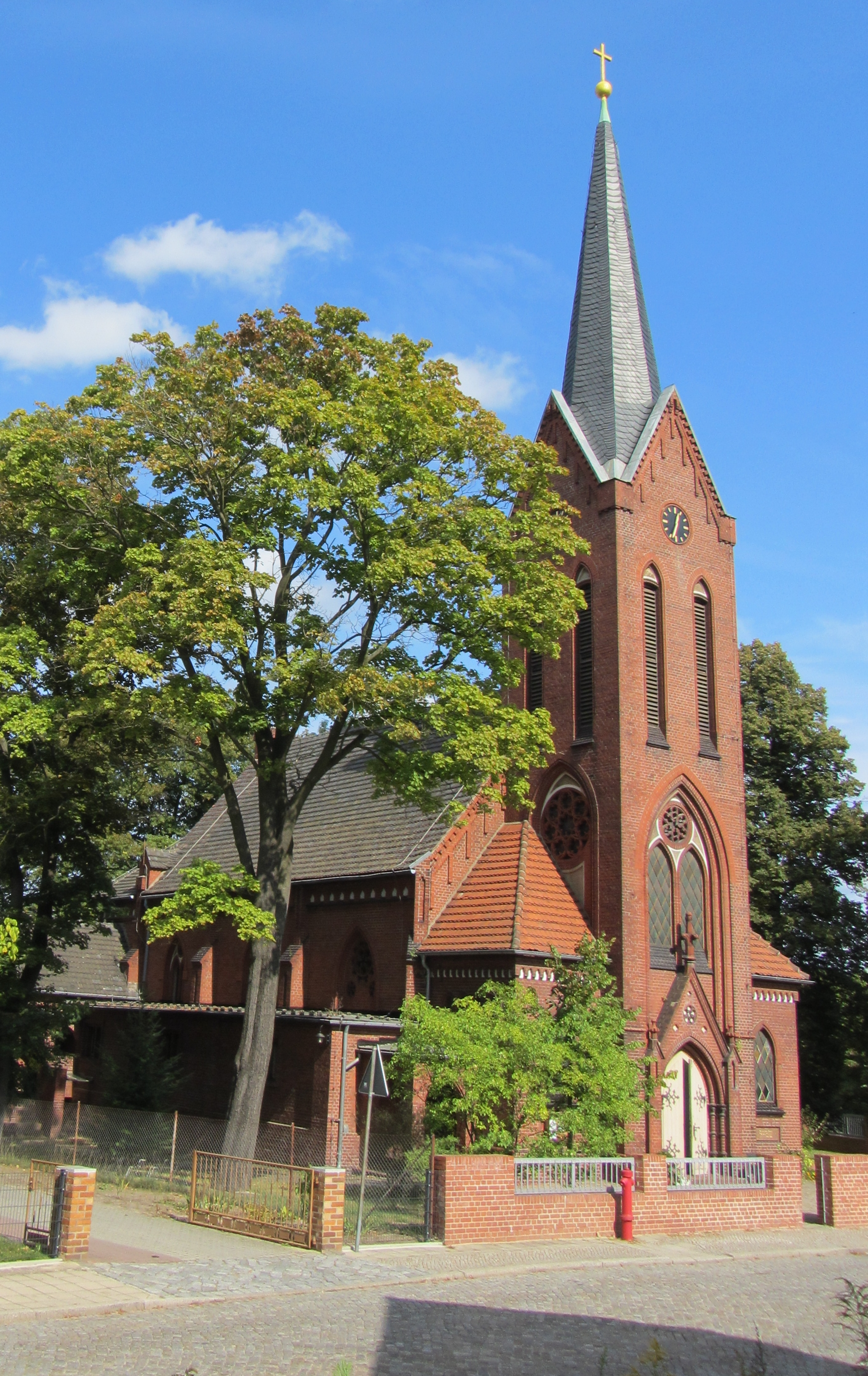
Corpus-Christi-Kirche Döbern (2012)

Die Corpus-Christi-Kirche ist ein Kirchengebäude in der Stadt Döbern im Landkreis Spree-Neiße in Brandenburg. Sie ist eine Filialkirche der römisch-katholischen Pfarrei St. Benno Spremberg im Dekanat Cottbus-Neuzelle des Bistums Görlitz.

## Geschichte und Architektur
Bis zum Bau der Corpus-Christi-Kirche gehörte Döbern zur Pfarrei Muskau, wo der katholische Gottesdienst in einem Raum der evangelischen Gemeindeschule gehalten wurde. Nach dem Bau der katholischen Schule in Döbern im Jahr 1901 fanden die Gottesdienste zunächst dort statt, die Grundsteinlegung für den Bau der Corpus-Christi-Kirche erfolgte am 2. Juli 1905 auf einem Grundstück, das der Pfarrei Muskau von einem Bürger geschenkt worden war. Am 24. Juni 1906 wurde die Kirche geweiht. Im April 1918 erfolgte die Gründung der Kuratie, zu der 21 umliegende Gemeinden gehörten; am 1. Juli 1921 wurde die Kuratie zur Pfarrei Döbern erhoben.
Während der Schlacht um Berlin gegen Ende des Zweiten Weltkrieges wurde die Kirche als Lazarett genutzt, im Verlauf der Kampfhandlungen bei dieser Schlacht wurde das Gebäude durch Granateneinschläge beschädigt. Zwischen 1978 und 1980 wurde die Kirche saniert. Am 16. Juni 2016 schloss sich die Pfarrei Corpus Christi Döbern mit den Pfarreien Heiligstes Herz Jesu Forst und St. Benno Spremberg zusammen und wurde aufgelöst.
Die Kirche ist ein Backsteinbau im Stil der Neugotik. Sie hat einen eingezogenen Altarraum mit Dreiachtelschluss und einen quadratischen Turm im Süden. Der Turm wird von zwei Sakristeianbauten flankiert und hat kleine Spitzgiebel sowie einen verschieferten Spitzhelm. Die Fensteröffnungen und Blenden sind spitzbogig, am Turm und in den Blenden der südlichen Fenster des Kirchenschiffs befinden sich Rosettenfenster. Der Eingang im Turm ist ein spitzbogiges, abgestuftes und zweiflügeliges Holzportal. In der Kirche steht eine Orgel mit zehn Registern von Gustav Heinze aus dem Jahr 1907.